# Alexis Brandeker
| 36614 Saltis     | 27 agosto 2000    |
| 239890 Edudeldon | 1º settembre 2000 |
| 297409 Mållgan   | 1º settembre 2000 |

Alexis Brandeker (Stoccolma, 18 maggio 1974) è un astronomo svedese.
Ottenuto il Master of Science nel 1998 all'Istituto Reale di Tecnologia a Stoccolma e conseguito il dottorato in astronomia all'Università di Stoccolma, è divenuto ricercatore presso l'Università di Toronto prima e quella di Stoccolma successivamente.
Il Minor Planet Center gli accredita la scoperta di quattro asteroidi, effettuate tutte nel 2000.